# Weitersfelder Stängelgneis
Der Weitersfelder Stängelgneis ist ein um Weitersfeld in Niederösterreich vorkommender Gneis.
Mit diesem Begriff werden mehrere Granittypen zusammengefasst, die im Weitersfelder Hochland vorkommen, darunter die verbreiteten Therasburger Tonalit/Granodioritgneise.